# Postbauer-Heng
Postbauer-Heng – gmina targowa w Niemczech, w kraju związkowym Bawaria, w rejencji Górny Palatynat, w regionie Ratyzbona, w powiecie Neumarkt in der Oberpfalz. Leży około 10 km na północny zachód od Neumarkt in der Oberpfalz, ok. 24 na południowy wschód od Norymbergi, przy drodze B8 i linii kolejowej Ratyzbona–Norymberga.
W miejscowości jest stacja kolejowa Postbauer-Heng.

## Dzielnice
W skład gminy wchodzą następujące dzielnice: Postbauer-Heng, An der Heide, Brandmühle, Buch, Dillberg, Kemnath, Köstlbach, Kothmühle, Pavelsbach i Wurzhof

## Współpraca
Miejscowości partnerskie:
- Gárdony, Węgry
- St. Ulrich bei Steyr, Austria